# برندلس
برندلس (انگلیسی: Brandless) شرکت خرده‌فروشی آمریکایی است، که در سال ۲۰۱۶ توسط ایدو لفلر تأسیس شد.